# Labuanium demani
Labuanium demani is een krabbensoort uit de familie van de Sesarmidae. De wetenschappelijke naam van de soort is voor het eerst geldig gepubliceerd in 1893 door Bürger.